# Ljubow Kostenko
Ljubow Kostenko (ukrainisch Любов Костенко, wiss. Transliteration Liubov Kostenko, internationale englische Schreibweise Liubov Kostenko; * 28. März 2003) ist eine ukrainische Tennisspielerin.

## Karriere
Kostenko spielt hauptsächlich Turniere auf der ITF Women’s World Tennis Tour, wo sie aber bislang noch keinen Titel gewinnen konnte.
Im Oktober 2018 stand sie im Finale des Dameneinzels und zusammen mit ihrer Partnerin Anastasiya Komar im Finale des Damendoppels des mit 15.000 US-Dollar dotierten ITF-Turniers in Tschornomorsk.
2019 gewann sie das J1 Casablanca im Damendoppel mit Partnerin Giulia Morlet sowie das J1 Villena im Damendoppel mit Partnerin Martyna Kubka. Bei den French Open erreichte sie im Juniorinnendoppel mit Partnerin Giulia Morlet das Achtelfinale.
2021 stand sie zusammen mit ihrer Partnerin Federica Bilardo im Doppelfinale des mit 15.000 US-Dollar dotierten ITF-Turniers in Antalya.